# Refúgio da Vida Selvagem de Bosque Alegre
O Refúgio da Vida Selvagem de Bosque Alegre (em castelhano:  Refugio de Vida Silvestre Bosque Alegre) é uma área protegida na Costa Rica, administrada sob a Área de Conservação Central e criada em 1994 pelo decreto 22847-MIRENEM para proteger o Lago Hule, o Lago Congo e o Lago Bosque Alegre, que juntos formam uma área húmida lacustre com uma grande diversidade de flora e fauna. Também protege uma zona de recarga de aquíferos para o cantão de Río Cuarto e centros povoados circundantes.